# Portugals fodboldlandshold
Portugals fodboldlandshold er det nationale fodboldhold i Portugal, og landsholdet bliver administreret af Federação Portuguesa de Futebol. Holdet har deltaget fem gange ved VM og fem gange ved EM. Hjemmebanestadionet varierer, men er hyppigst Estádio da Luz i Lissabon eller Estádio do Dragão i Porto.

## Historie
Portugals fodboldforbund blev grundlagt i 1914, og landets første landsholdskamp blev spillet den 18. december 1921, da man i Madrid tabte 3-1 til nabolandet Spanien. Syv år senere fik holdet sin debut på den internationale scene, da man deltog ved OL i 1928. Her blev det til en enkelt sejr, inden holdet blev besejret i kvarfinalerne.
Portugisernes første VM-deltagelse kom ved VM i 1966 i England, hvor holdet var anført af superstjernen Eusébio. På trods af, at det var landets første VM nogensinde, spillede man sig helt frem til semifinalerne, efter blandt andet at have vendt en 0-3 stilling til en 5-3 sejr i kvartfinalen mod Nordkorea. I semifinalen måtte holdet dog bøje sig for de senere vindere fra England. På trods af de gode resultater i England kunne holdet dog ikke følge op på succesen, og formåede de følgende år ikke at kvalificere sig til slutrunder indenfor hverken EM, VM eller OL.
Først ved EM i 1984 i Frankrig var portugiserne igen med i det fine selskab, og igen blev oplevelsen succesfuld. Holdet nåede frem til semifinalen, der blev tabt til værtsnationen. To år senere var man med til sit andet VM, men kunne ved slutrunden i Mexico ikke avancere fra den indledende runde.
Ved EM i 1996 havde portugiserne fået bygget et nyt hold af store profiler op, anført af midtbanespillerne Luis Figo og Rui Costa, samt angriberen Ricardo Sa Pinto. Holdet gik videre fra den indledende runde, hvor man blandt andet spillede uafgjort mod Danmark, men tabte i kvartfinalen til Tjekkiet. Fire år senere, ved EM i Belgien og Holland, var holdet den helt store positive overraskelse, efter i gruppespillet at have sendt både Tyskland og England ud. Holdet nåede semifinalen mod Frankrig, der endte i et drama, hvor portugiserne tabte på et "golden goal", sat ind på straffespark af Zinedine Zidane. Portugiserne, der var uenige i straffesparkskendelsen, reagerede efterfølgende voldsomt overfor kampens dommer, og måtte sidenhen inkassere adskillige lange karantænestraffe til de involverede spillere.
Efter at have skuffet ved ikke at gå videre fra en ellers overkommelig pulje ved VM i 2002 var Portugal selv værter for EM i 2004. Holdet startede skidt ved at tabe til Grækenland i åbningskampen, men spillede sig herefter videre ved at besejre både Rusland og Spaniens fodboldlandshold. Kvartfinalen mod England endte med en højdramatisk sejr efter straffesparkskonkurrence, og da semifinalen mod Holland også blev vundet knebent var portugiserne klar til landets første finale nogensinde ved en stor turnering. Holdet var endda storfavoritter, idet modstanderen var overraskelsen Grækenland. Portugiserne tabte opgøret 1-0 på en hovedstødsscoring af Angelos Charisteas, og måtte se titlen gå til de græske spillere i stedet. Senere samme sommer blev man nummer fire ved OL i Athen.
Portugiserne nåede nok engang semifinalen ved VM i 2006 i Tyskland, hvor man endnu engang sendte både Holland og England ud. Semifinalen blev dog tabt til Frankrig, og da bronzekampen også endte med et nederlag til Tyskland, var holdet igen sluttet på 4. pladsen. Så langt nåede man ikke ved EM i 2008, hvor kvartfinalen trods en imponerende indledende runde blev endestationen. Holdets store profil på dette tidspunkt var kantspilleren Cristiano Ronaldo, der senere blev kåret til verdens bedste fodboldspiller.
Portugal kvalificerede sig til VM i 2010 i Sydafrika efter playoff, og nåede her 1/8-finalen. Her blev holdet dog besejret af turneringens senere vindere fra Spanien.

## Turneringsoversigt

### Europamesterskaberne
| År   | Værtsland         | Portugals placering |
| ---- | ----------------- | ------------------- |
| 1960 | Frankrig          | Ikke kvalificeret   |
| 1964 | Spanien           | Ikke kvalificeret   |
| 1968 | Italien           | Ikke kvalificeret   |
| 1972 | Belgien           | Ikke kvalificeret   |
| 1976 | Jugoslavien       | Ikke kvalificeret   |
| 1980 | Italien           | Ikke kvalificeret   |
| 1984 | Frankrig          | Semifinale          |
| 1988 | Vesttyskland      | Ikke kvalificeret   |
| 1992 | Sverige           | Ikke kvalificeret   |
| 1996 | England           | Kvartfinale         |
| 2000 | Belgien & Holland | Semifinale          |
| 2004 | Portugal          | Sølv                |
| 2008 | Østrig & Schweiz  | Kvartfinale         |
| 2012 | Polen & Ukraine   | Semifinale          |
| 2016 | Frankrig          | Vinder              |
| 2020 | Europa            | Bronze              |

### Verdensmesterskaberne
| År   | Værtsland        | Portugals placering |
| ---- | ---------------- | ------------------- |
| 1930 | Uruguay          | Deltog ikke         |
| 1934 | Italien          | Ikke kvalificeret   |
| 1938 | Frankrig         | Ikke kvalificeret   |
| 1950 | Brasilien        | Ikke kvalificeret   |
| 1954 | Schweiz          | Ikke kvalificeret   |
| 1958 | Sverige          | Ikke kvalificeret   |
| 1962 | Chile            | Ikke kvalificeret   |
| 1966 | England          | Bronze              |
| 1970 | Mexico           | Ikke kvalificeret   |
| 1974 | Vesttyskland     | Ikke kvalificeret   |
| 1978 | Argentina        | Ikke kvalificeret   |
| 1982 | Spanien          | Ikke kvalificeret   |
| 1986 | Mexico           | Indledende runde    |
| 1990 | Italien          | Ikke kvalificeret   |
| 1994 | USA              | Ikke kvalificeret   |
| 1998 | Frankrig         | Ikke kvalificeret   |
| 2002 | Sydkorea & Japan | Indledende runde    |
| 2006 | Tyskland         | 4. plads            |
| 2010 | Sydafrika        | 1/8-finale          |
| 2014 | Brasilien        | Gruppespil          |
| 2018 | Rusland          | 1/8-finale          |

### Olympiske lege
| År   | Værtsby                   | Portugals placering    |
| ---- | ------------------------- | ---------------------- |
| 1896 | Athen, Grækenland         | Var ikke på programmet |
| 1900 | St. Louis, USA            | Ikke kvalificeret      |
| 1904 | Paris, Frankrig           | Ikke kvalificeret      |
| 1906 | Athen, Grækenland         | Ikke kvalificeret      |
| 1908 | London, Storbritannien    | Ikke kvalificeret      |
| 1912 | Stockholm, Sverige        | Ikke kvalificeret      |
| 1920 | Antwerpen, Belgien        | Ikke kvalificeret      |
| 1924 | Paris, Frankrig           | Ikke kvalificeret      |
| 1928 | Amsterdam, Holland        | Kvartfinale            |
| 1932 | Los Angeles, USA          | Var ikke på programmet |
| 1936 | Berlin, Tyskland          | Ikke kvalificeret      |
| 1948 | London, Storbritannien    | Ikke kvalificeret      |
| 1952 | Helsinki, Finland         | Ikke kvalificeret      |
| 1956 | Melbourne, Australien     | Ikke kvalificeret      |
| 1960 | Rom, Italien              | Ikke kvalificeret      |
| 1964 | Tokyo, Japan              | Ikke kvalificeret      |
| 1968 | Mexico City, Mexico       | Ikke kvalificeret      |
| 1972 | München, Vesttyskland     | Ikke kvalificeret      |
| 1976 | Montreal, Canada          | Ikke kvalificeret      |
| 1980 | Moskva, Sovjetunionen     | Ikke kvalificeret      |
| 1984 | Los Angeles, USA          | Ikke kvalificeret      |
| 1988 | Seoul, Sydkorea           | Ikke kvalificeret      |
| 1992 | Barcelona, Spanien        | Ikke kvalificeret      |
| 1996 | Atlanta, USA              | 4. plads               |
| 2000 | Sydney, Australien        | Ikke kvalificeret      |
| 2004 | Athen, Grækenland         | Indledende runde       |
| 2008 | Beijing, Kina             | Ikke kvalificeret      |
| 2016 | Rio de Janeiro, Brasilien | Kvartfinale            |

### FIFA Confederations Cup
| År   | Værtsland        | Portugals placering |
| ---- | ---------------- | ------------------- |
| 1992 | Saudi-Arabien    | Ikke kvalificeret   |
| 1995 | Saudi-Arabien    | Ikke kvalificeret   |
| 1997 | Saudi-Arabien    | Ikke kvalificeret   |
| 1999 | Mexico           | Ikke kvalificeret   |
| 2001 | Sydkorea & Japan | Ikke kvalificeret   |
| 2003 | Frankrig         | Ikke kvalificeret   |
| 2005 | Tyskland         | Ikke kvalificeret   |
| 2009 | Sydafrika        | Ikke kvalificeret   |
| 2013 | Brasilien        | Ikke kvalificeret   |
| 2017 | Rusland          | Kvalificeret        |

## Aktuel trup
Følgende 23 spillere blev udvalgt til kvalifikationskampen til VM i fodbold imod Luxembourg den 12. oktober 2021.
Antal mål og kampe er opdateret den 12. oktober 2021, efter kampen mod Luxembourg.